# Saint-Germain-le-Vasson
Saint-Germain-le-Vasson település Franciaországban, Calvados megyében. Lakosainak száma 960 fő (2022. január 1.). Saint-Germain-le-Vasson Barbery, Estrées-la-Campagne, Fontaine-le-Pin, Grainville-Langannerie, Moulines, Soumont-Saint-Quentin és Urville községekkel határos.

## Népesség
A település népessége az elmúlt években az alábbi módon változott:
| Lakosok száma | 818  | 796  | 880  | 911  | 964  | 950  | 937  | 950  | 957  | 960  |
|               | 1968 | 1982 | 1990 | 2006 | 2013 | 2015 | 2017 | 2019 | 2020 | 2022 |